# Antonio Aguinaga
Juan Antonio Aguinaga Finaflor (Lima, 27 de noviembre de 1947) es un actor peruano, conocido por su amplia trayectoria artística en el teatro y la televisión en su país.

## Biografía
Nació el 27 de noviembre de 1947 en Lima, bajo el nombre completo de Juan Antonio Aguinaga Finaflor.[cita requerida] Estudió actuación en el Teatro de la Universidad Católica del Perú, siendo egresado en el año 1980 a la edad de 22 años.[cita requerida]
Comenzó su carrera artística en el año 1973 como actor de teatro en diferentes producciones de su centro educativo.[cita requerida] En el año 1980, fue parte del elenco central de la comedia Las tres viudas del director Sergio Arrau.[cita requerida] En 1986, participó en el elenco central de la ficción de teatro Ya viene Pancho Villa al lado de David Lozano. A finales de los años 1980, participó en la obra teatral Te juro Juana que te tengo ganas.[cita requerida]
En el año 1992, fue parte del elenco de la miniserie Regresa de ATV y en 1998, participó en el elenco principal de la teleserie Taxista, ra ra de Panamericana Televisión.[cita requerida]
En el año 2015, fue coprotagonista de la adaptación Aladino y el genio con suerte, interpretando al genio de la lámpara maravillosa.[cita requerida] A partir de esa época, se desempeña como director de interiores humanos y terapeuta en la actualidad. En ese año, participó en la obra Mi tierno Frankenstein en el reparto coprotagónico.
Continuó con su carrera actoral en el año 2016, fue protagonista de la obra teatral La muchacha de los libros usados, interpretando a un coronel del ejército y compartió el rol junto a la actriz Mayella Lloclla, volviendo a interpretar al personaje en la temporada 2018, con Luccia Méndez reemplazando a Lloclla en el protagónico. Fue invitado especial del espectáculo Viejo amor.[cita requerida]
En 2017, ingresa al reparto central de la obra teatral Qué lisura de don Juan, dirigida por el fallecido periodista Nicolás Yerovi.[cita requerida] En el año 2019, fue parte del elenco central de la obra cómica Señoritas a disgusto junto a Haydeé Cáceres, Marcelo Oxenford y Silvia Bardalez, bajo el papel del enamorado «Viejo Verde».
En el año 2022, participó como protagonista subobra Ese arrar en el mar del proyecto Por Chabuca 2, bajo la dramaturgia de Gonzalo Rodríguez Risco.
Años más tarde, en el año 2023 protagoniza la obra Salamandra de hojalata junto al argentino Ricardo Combi, en medio de su celebración de los 30 años de trayectoria actoral.
En el año 2024 fue parte del reparto principal del montaje Momentos en homenaje al fallecido director Ricardo Roca Rey, con la colaboración de la Asociación de Artistas Aficionados y fue estrenado en el Teatro Ricardo Roca Rey.
En ese año, asume el protagónico de la otra ficción teatral Invisible del director Diego Salinas, bajo el personaje de Ramón, un hombre mendigo. En la dicha obra, compartió escenas junto a los jóvenes actores Giovanni Arce y Sebastián Stimman. Gracias a su interpretación, fue nominado en la categoría «Mejor actor» en los Premios Teatros en el Perú y ganador de la categoría «Mejor actor de comedia» en los Premios El Oficio Crítico. Volvió a interpretar al papel en la segunda temporada de 2025.
Seguidamente, en el año 2024 participó en el proyecto Cecilia × 4, conformando el elenco con la primera actriz Cecilia Tosso y los actores Jorge Bardales y Damaris Zapata, en el cual protagonizaría la microobra Un reggaetón para la tercera edad.
En ese mismo año participó recurrentemente en las telenovelas del canal televisivo local América Televisión, Los otros Concha, bajo el papel de Leonel Moral, y Nina de azúcar, como Salvador, el mejor amigo de Fabián Morán e interés amoroso de Emma.[cita requerida]

## Filmografía

### Cine
- El enigma de Santos (Cortometraje; 1992), reparto central.
- La misma sangre, la misma carne (Cortometraje; 1992), reparto principal.
- Si te ví, no me acuerdo (Largometraje; 2001), Empleado de viajes (reparto principal).
- Polvo enamorado (Largometraje; 2003), reparto principal.

### Televisión
- Regresa (ATV; 1991), reparto principal.
- Taxista, ra ra (Panamericana Televisión; 1998-1999), reparto central.
- Fray Martín de Porres (América Televisión; 2012), coprotagonista.
- Los otros Concha (América Televisión; 2024), Leonel Moral (reparto recurrente).
- Nina de azúcar (América Televisión; 2024), Salvador (reparto recurrente).

### Teatro
- Las tres viudas (1980), reparto principal.
- Ya viene Pancho Villa (1986), reparto central.
- Griegas malditas griegas (2009), coprotagonista.[14]
- Aladino y el genio con suerte (2015), Genio (protagonista).
- Entre dos puertas (2016), reparto central.[15]
- La muchacha de los libros usados (2016-2018), Coronel (protagonista).
- Qué lisura de don Juan (2018), reparto central.
- Señoritas a disgusto (2019), Enamorado «Viejo Verde» (reparto principal).
- Por Chabuca 2 (2022), protagonista de la subobra Ese arrar en el mar.
- Salamandra de hojalata (2023), protagonista.
- Momentos (2024), reparto central.
- Invisible (2024-2025), Ramón (protagonista).
- Un reggaeton para la tercera edad (2024), protagonista.

## Premios y nominaciones
| Año  | Premios                   | Categoría              | Trabajo   | Resultado | Ref.   |
| ---- | ------------------------- | ---------------------- | --------- | --------- | ------ |
| 2024 | Premios Teatro en el Perú | Mejor actor            | Invisible | Nominado  | [ 12 ] |
| 2024 | Premios El Oficio Crítico | Mejor actor de comedia | Invisible | Ganador   | [ 16 ] |